# Cal Guimerà (Navars)
Cal Guimerà és una masia situada al municipi de Navars, a la comarca catalana del Bages. Es troba a la vora de la riera de Sant Cugat.